# 政治压迫受害者纪念碑 (圣彼得堡)
政治压迫受害者纪念碑（俄语：Памятник же́ртвам полити́ческих репре́ссий）原名形而上学狮身人（俄语：Метафизические сфинксы），位于俄罗斯圣彼得堡涅瓦河畔的复活滨河路（Воскресенская набережная）12-14号，克雷斯蒂监狱前。它是由当局倡议，立于1995年4月28日。
纪念碑选择的地点颇具象征意义，对面的克雷斯蒂监狱，在苏联时期关押过许多政治犯。安娜·阿赫玛托娃的诗《安魂曲》中描述了斯大林时期的这座监狱。负责镇压政治犯的克格勃所在地，就在附近不远处铸造厂大街4号的“大房子”（Большой дом），建于1930年代初。政治犯被折磨和杀害，死者的鲜血从地窖流进涅瓦河，使河水染成红色。因此，自1988年以来，每年6月的第一个星期六，在“大房子”和克雷斯蒂监狱（车尔尼雪夫斯基大道）之间的水上献花。。
纪念碑包括两尊互相对视的铜像，彼此相距15米。这两个狮身人面像令人想起大学滨河路上的狮身人面像，那是圣彼得堡的象征之一。两尊狮身人面像是半女性的，新艺术运动风格。很瘦弱，看见肋骨，胸前是有表现力的人类乳房。头戴埃及法老的红白双冠，脖子拉长。面部垂直分为两半，一半是骷髅。批评家认为，它们象征着生与死、自由和奴役，以及人性的二元性，可以上升到精神的高度，也可以下降到大屠杀和摧毁整个民族。

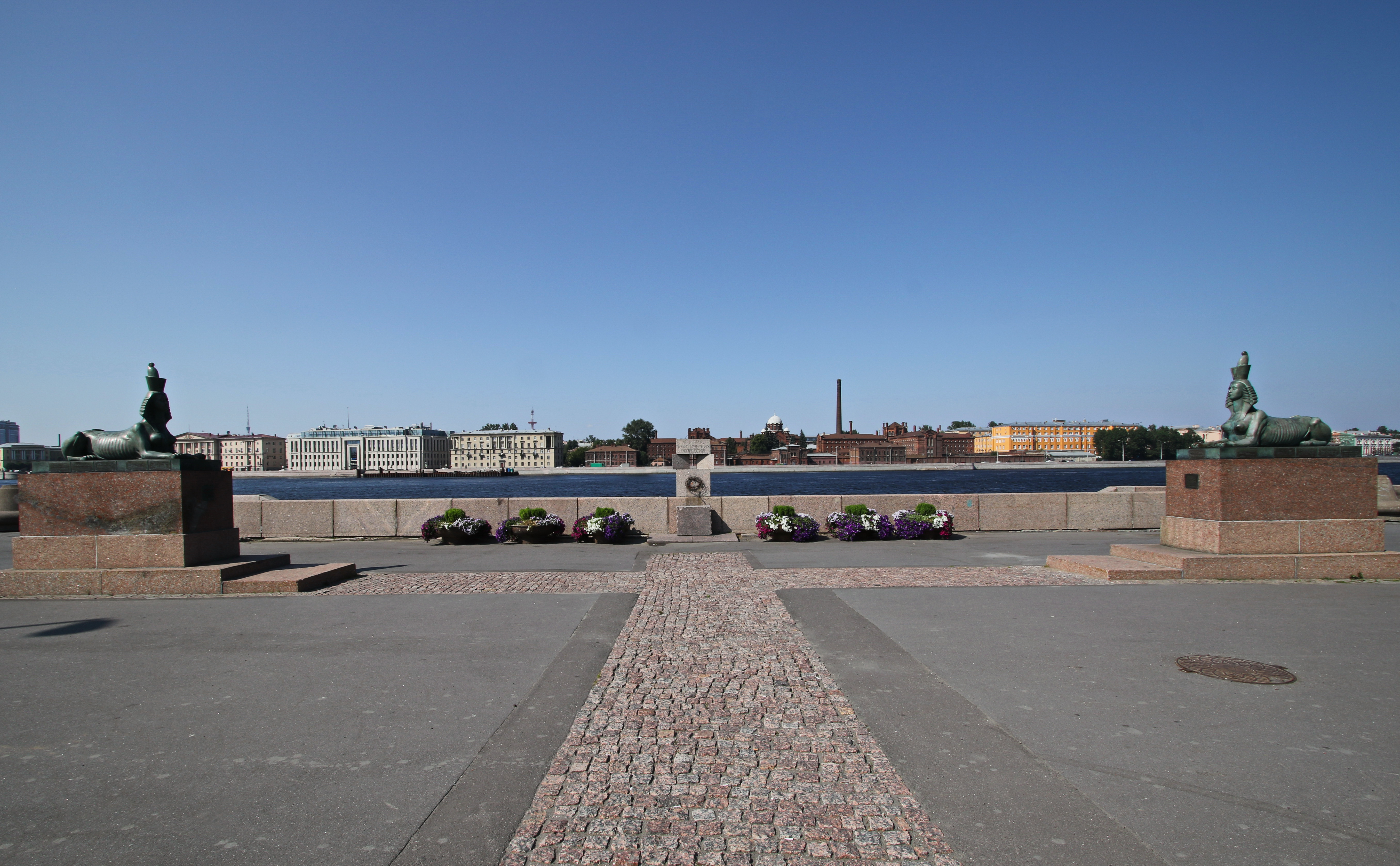
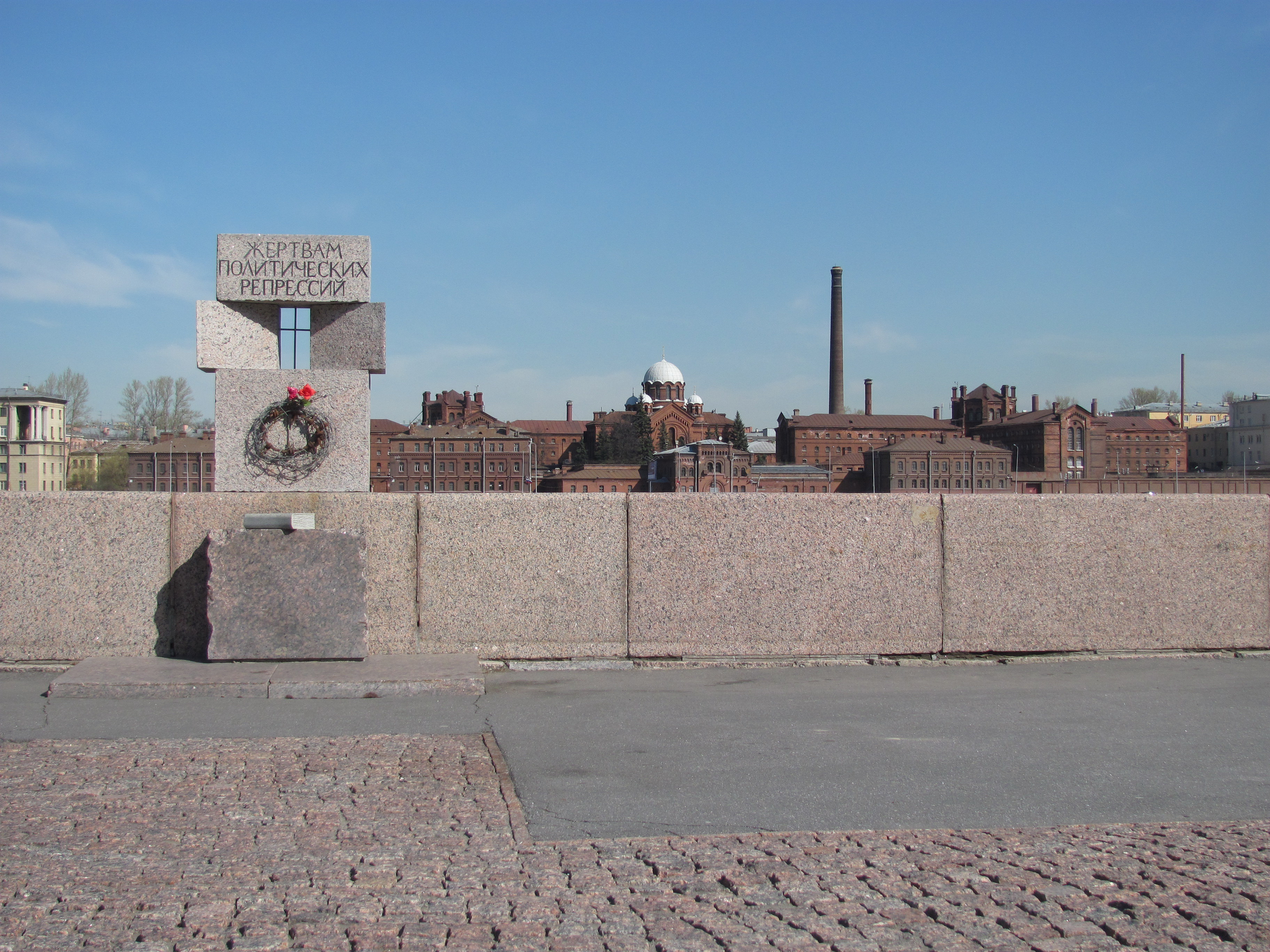
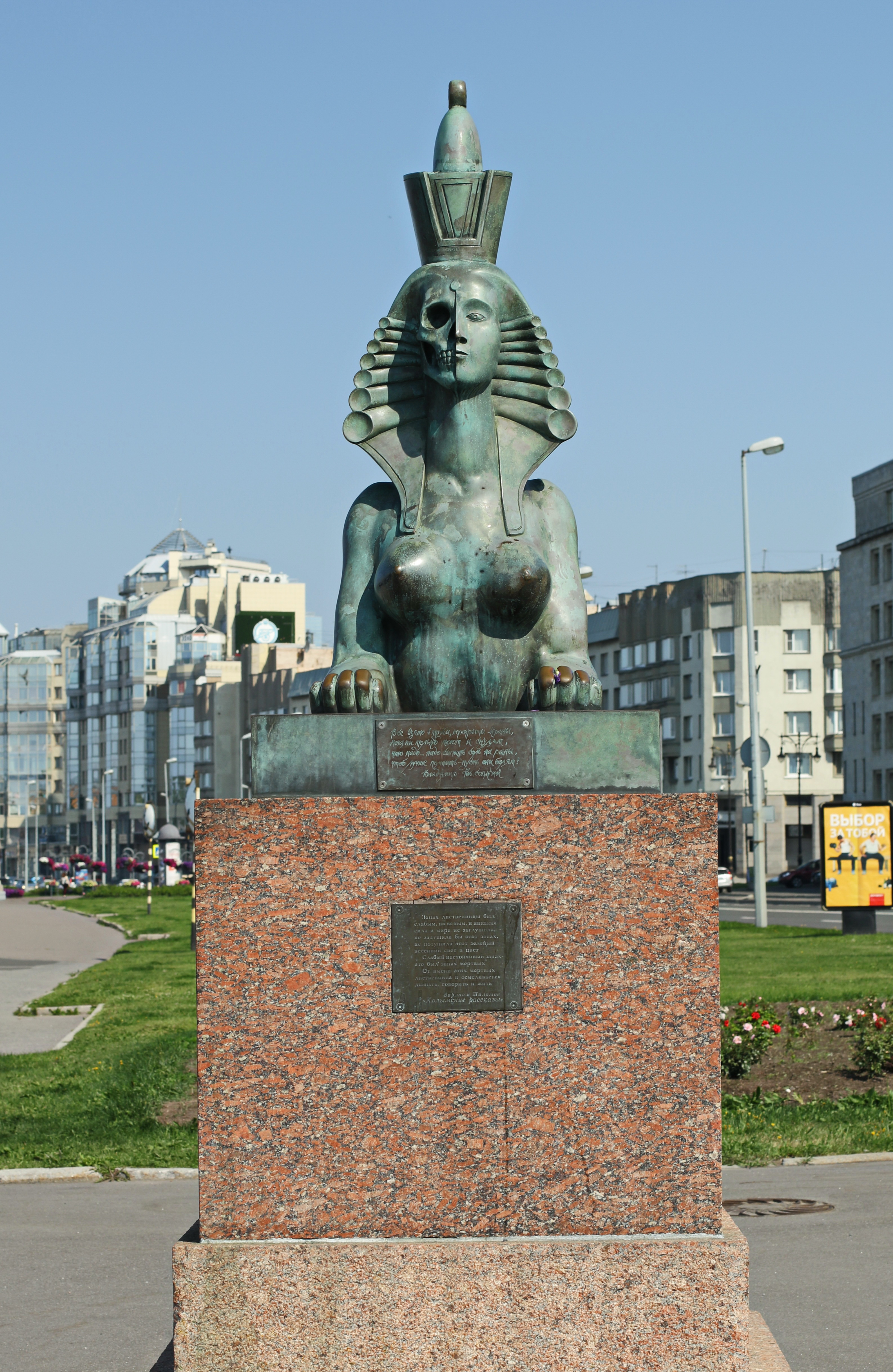
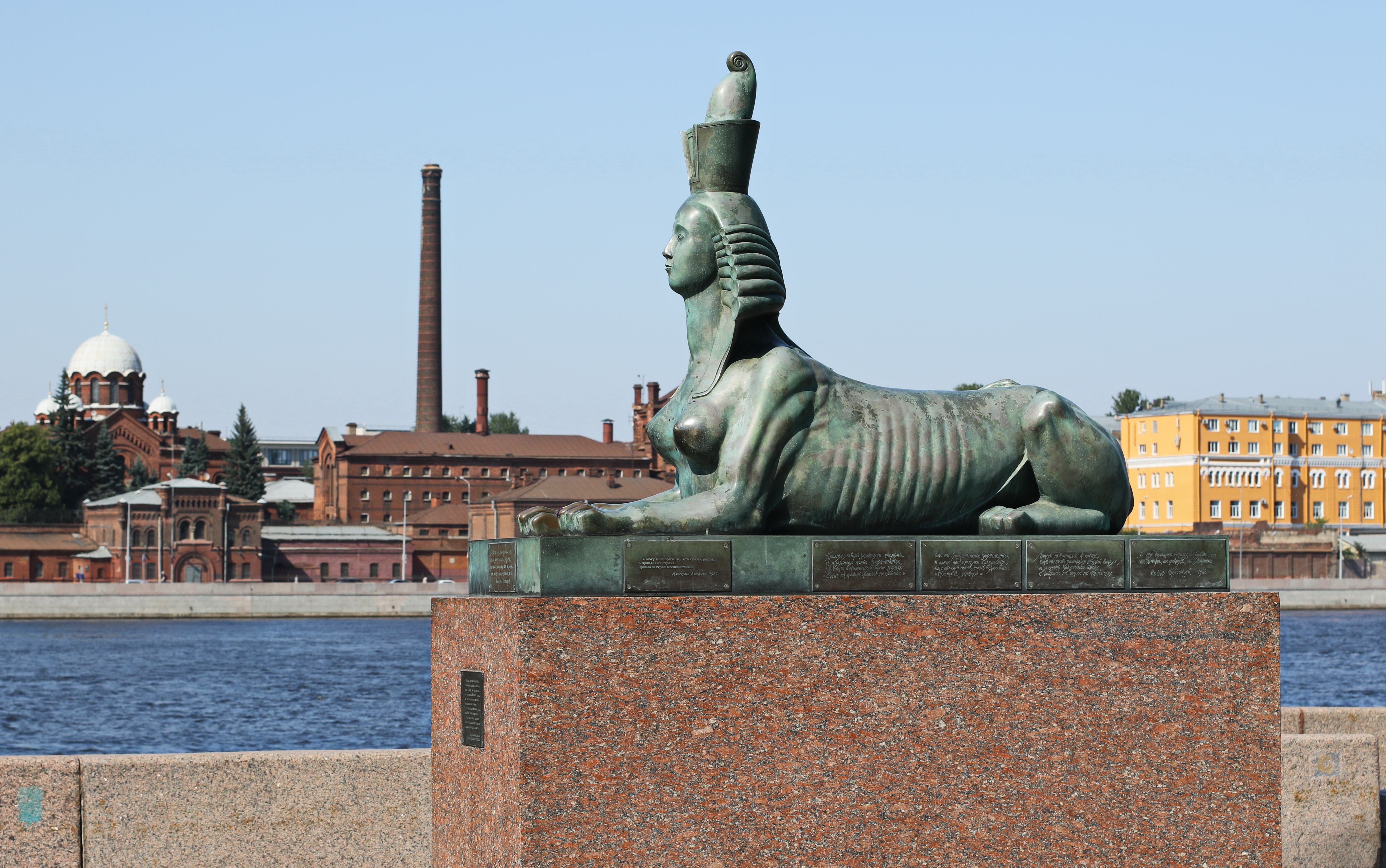
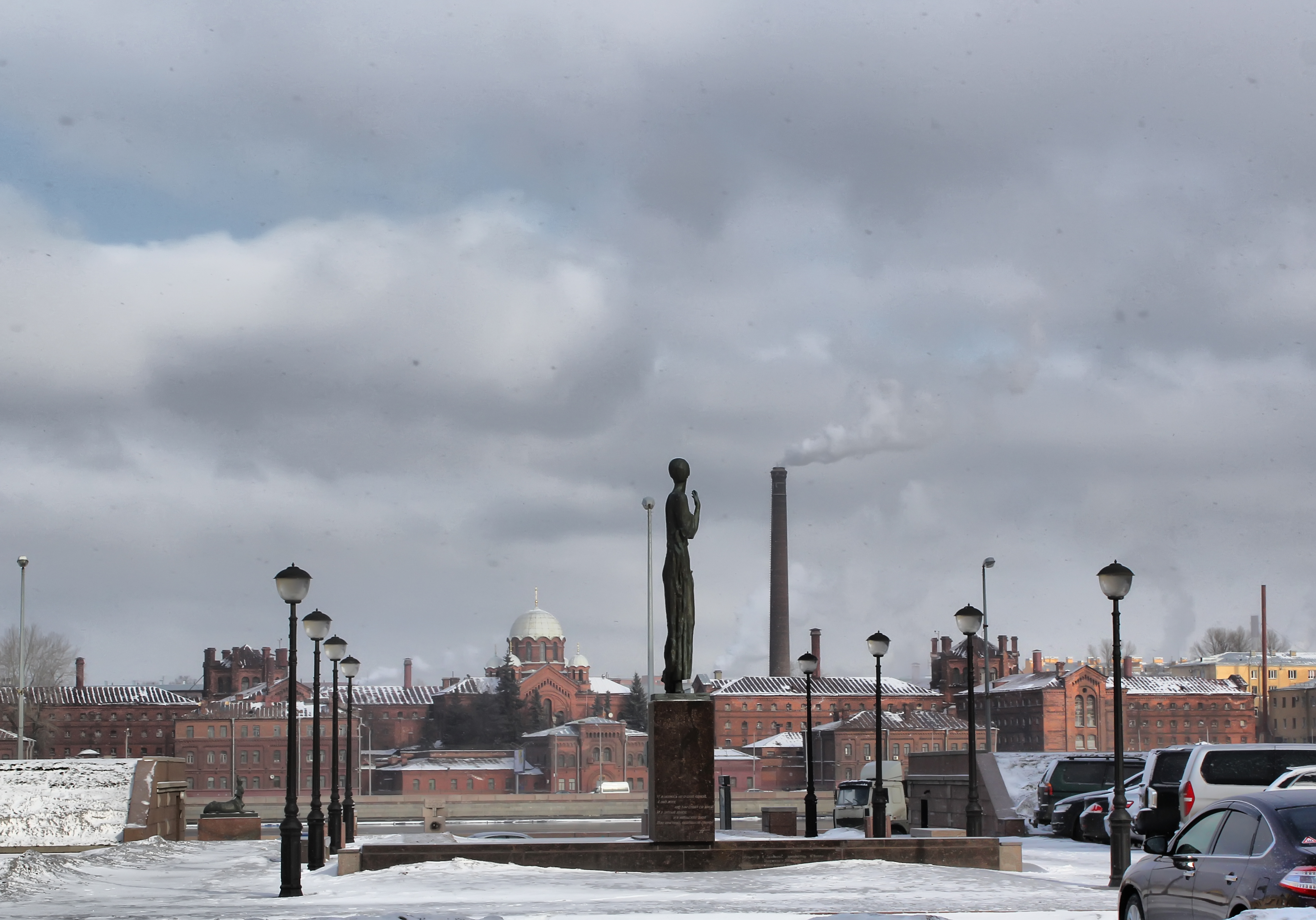